# مونتسنبرغ (هسن)
مونتسنبرغ (بالألمانية: Münzenberg) هي بلدة، مدينة و بلدة ألمانية تقع في ألمانيا في Wetteraukreis.